# 宁波高新技术产业开发区
宁波高新技术产业开发区简称宁波国家高新区，是位于中国浙江省宁波市的一个国家级高新技术产业开发区。宁波国家高新区的前身为宁波市科技园区，成立于1999年7月，2007年1月成为国家级高新技术产业开发区。根据宁波市人大常委会2009年6月通过的《宁波国家高新技术产业开发区条例》，开发区代管鄞州区新明街道、梅墟街道、聚贤街道和镇海区贵驷街道，拥有县级社会行政管理职能。

## 地理位置
宁波国家高新区目前的范围北至甬江，西靠福明路，南隔通途路与宁波东部新城相连，东接北仑区，区域面积18.9平方公里。区域属亚热带季风气候，雨水、阳光充足，盛行风向为东南和西北风，无破坏性地震和水灾。

## 功能划分
宁波国家高新区的空间布局为“一心、两区、六园”。其中，“一心”指中央商务区，“两区”分别指高技术制造业和高技术服务两个发展区，分别包括半导体与光电、新能源、新材料三个高技术制造业园区和研发园、软件园、科技总部基地三个高技术服务园区。此外，还包括一个传统产业改造区。

## 著名企业
- 金蝶国际软件（宁波）
- 德力西电气（宁波）
- 世纪互联宁波国家高新区数据中心
- 宁波微软技术中心
- IBM中国开发中心物流行业解决方案中心
- 东软集团（宁波）有限公司

## 交通
宁波国家高新区交通便利，紧靠宁波东部新城，距离宁波市中心区域4公里，高速公路入口3公里，北仑港18公里，机场27公里。江南公路、通途路贯穿全区，连接三江口和北仑区。东外环路在高新区东侧穿过，连接高新区和镇海区。规划中的宁波轨道交通将有5号线、6号线穿过宁波高新区。